# پراتس ای سانسور
پراتس ای سانسور (به اسپانیایی: Prats y Sansor) یک منطقهٔ مسکونی در اسپانیا است که در سردانیا واقع شده‌است. پراتس ای سانسور ۶٫۶ کیلومتر مربع مساحت دارد ۱٬۱۲۴ متر بالاتر از سطح دریا واقع شده‌است.